# Margarete Gröwel
Margarete Gröwel, née le 14 août 1899 à Hambourg (Empire allemand) et morte le 20 janvier 1979 à Salzbourg (Autriche), est une enseignante, femme politique et diplomate allemande. Membre du Zentrum puis de la CDU, elle est députée au Bundestag entre 1949 et 1953. À cette dernière date, elle devient la première femme Allemande à servir dans un consulat, à Houston.

## Biographie

### Sous la République de Weimar
Elle est d'abord enseignante dans un établissement catholique pour garçons du quartier de St. Georg, à Hambourg. Après la fermeture des écoles catholiques à Hambourg, en 1934, elle s'inscrit à l'université de Hambourg, où elle étudie la philologie, l'histoire, l'ethnologie et la philosophie. Elle obtient un doctorat en 1937, sous la supervision de l'ethnographe et anthropologue Georg Thilenius (en). Sa thèse portait sur les problèmes d'éducation des enfants « indiens » (amérindiens) aux États-Unis. Après avoir passé des examens complémentaires, elle travaille dans un institut de formation des enseignants et dans une école secondaire à Hambourg.
Sous la République de Weimar, elle s'engage dans des associations de charité féminines. Elle rejoint aussi le Zentrum en 1921 ou en 1924. Elle compte pour mentor politique la députée Hedwig Fuchs. Avant 1933, elle s'investit à Hambourg au sein de l'Association pour le germanisme à l'étranger, de la Fédération Windthorst (de) et de la Ligue des enseignants catholiques allemand (Verein katholischer deutscher Lehrerinnen (de) ou VKDL).

### Troisième Reich
En 1939, elle passe de la VKDL à la Nationalsozialistischer Lehrerbund (NSLB). Bien que l'adhésion à la NSLB n'était pas obligatoire, il s'agissait pratiquement de la seule association autorisée représentant les enseignants sous le Troisième Reich.
Sa participation à plusieurs organisations sous le précédent régime la rendent cependant suspecte aux yeux du gouvernement. En 1944, la tentative d'assassinat ratée contre Adolf Hitler est suivie par des arrestations de masse de personnes identifiées comme anti-nazies. L'écrasante majorité des individus arrêtés dans l'opération connue sous le nom d'Aktion Gitter étaient d'anciens militants communistes ou socialistes sous la République de Weimar. Bien que rien n'indique que Margarete Gröwel ait été membre de ces partis, elle compte parmi les 5 000 personnes interpellées en août 1944. Elle est déportée au Camp de concentration de Fuhlsbüttel puis est libérée le 29 août.

### Carrière politique nationale
La guerre prend fin en mai 1945, laissant Hambourg dans la zone d'occupation britannique (après mai 1949, Allemagne de l'Ouest). De l'avis général, les partis politiques traditionnels avaient échoué à présenter un front uni en 1933, ce qui avait permis au NSDAP de prendre le pouvoir. Un nouveau parti, l'Union chrétienne-démocrate (CDU), est donc créé pour fédérer les électeurs centristes et ceux de droite modérée. À Hambourg, Margarete Gröwel participe à la fondation du parti. Elle en devient la vice-présidente (et présidente de son comité féminin) dans la zone britannique. Lors du premier congrès national de la CDU, à Goslar en 1950, elle est élue membre de l'exécutif national du parti.
Au cours des premières années de l'après-guerre, elle travaille à la bibliothèque du musée d'ethnologie de Hambourg (en), que son ancien tuteur, Georg Thilenius, avait dirigé pendant trois décennies, jusqu'en 1935. Conseillère municipale de Hambourg, elle est présidente de la commission culturelle de la ville, travaillant étroitement avec Ascan Klée Gobert (de) et Gerd Bucerius. Elle est députée de 1949 à 1953, élue sous la bannière CDU-FDP. Investie sur les questions liées aux droits des femmes, elle est présidente du comité des bibliothèques du Bundestag. Elle est aussi à la tête du groupe de travail des femmes de la CDU et membre du comité consultatif allemand de l'Organisation mondiale des mères de toutes les nations (WOMAN).
En 1953, elle épouse l'ingénieur autrichien Maximilian Sztollar, prenant alors le nom de Margareta Sztollar-Gröwel. Cette même année, elle met fin à sa carrière politique et rejoint le bureau consulaire ouest-allemand à Houston (Texas), devenant la première femme Allemande à occuper une telle fonction. Elle travaille alors au développement des relations commerciales entre l'Allemagne de l'Ouest et le sud des États-Unis. Elle occupe ensuite le même poste à Liège (Belgique), où elle est affectée entre 1962 et 1964.
Elle meurt en 1979.

## Décoration
- Croix d'officier de l'ordre du Mérite

## Sources
- (de) Cet article est partiellement ou en totalité issu de l’article de Wikipédia en allemand intitulé « Margarete Gröwel » (voir la liste des auteurs).

- (en) Cet article est partiellement ou en totalité issu de l’article de Wikipédia en anglais intitulé « Margarete Gröwel » (voir la liste des auteurs).